# SPD Rheinland-Pfalz

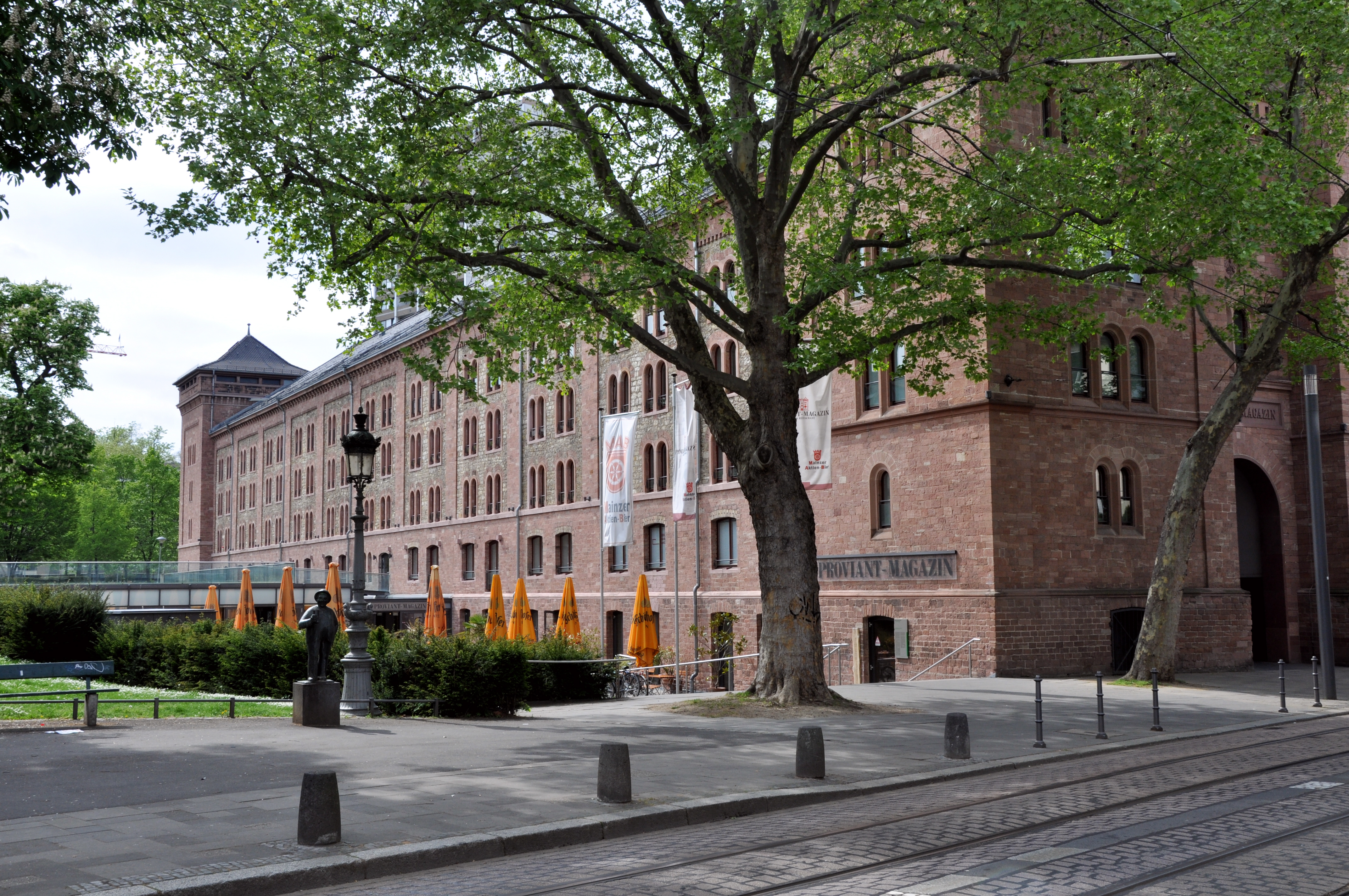
Das Proviantmagazin in Mainz-Altstadt, in dem die Landesgeschäftsstelle der SPD ihren Sitz hat

Die SPD Rheinland-Pfalz ist der rheinland-pfälzische Landesverband der SPD.

## Geschichte
Erste dauerhafte Gründungen von Ortsgruppen gab es 1872 in der Pfalz. Die Nationalsozialisten verboten die SPD 1933.
Die französischen Besatzungsbehörden genehmigten an der Jahreswende 1945/46 die Gründung von Parteien wieder. Zwischen Februar und Mai 1946 erfolgte die Wiedergründung auf örtlicher Ebene und in den Regionen des nördlichen Teils der französischen Besatzungszone. In der Beratenden Landesversammlung lehnte die SPD im Unterschied zur CDU Rheinland-Pfalz insbesondere wegen der Verankerung der Konfessionsschule die Landesverfassung ab. Auch wegen der Skepsis der SPD gegenüber dem dauerhaften Bestand des Landes (→ Geschichte von Rheinland-Pfalz#Gründung von Rheinland-Pfalz) blieben die Bezirksverbände auf Jahrzehnte die ausschlaggebende Organisationsebene. Landespolitisch war die SPD bis in die 1970er Jahre nur über die Fraktion im Landtag präsent.
Unter Rudolf Scharping ab 1985 vollzog die SPD endgültig den Schritt zu einem positiven Bekenntnis für das Land. Diese mündete in der Straffung der Organisation und einer Stärkung des Landesverbandes, die sich unter anderem darin ausdrückte, dass die Partei 1991 als erste nicht mehr mit Bezirkslisten, sondern mit einer einheitlichen Landesliste zur Landtagswahl antrat. Kurt Beck führte ab 1993 diese Entwicklung mit der Schaffung eines einheitlichen Landesverbandes und einer Umwandlung der regionalen Parteibezirke in weitgehend entmachtete Regionalverbände zu Ende.

## Parteivorsitzende des Landesverbandes
| Jahre     | Vorsitzender                 |
| --------- | ---------------------------- |
| 1966–1970 | Jockel Fuchs                 |
| 1970–1977 | Wilhelm Dröscher             |
| 1977–1979 | Hans Schweitzer              |
| 1979–1981 | Klaus von Dohnanyi           |
| 1981–1985 | Hugo Brandt                  |
| 1985–1993 | Rudolf Scharping             |
| 1993–2012 | Kurt Beck                    |
| 2012–2024 | Roger Lewentz                |
| seit 2024 | Sabine Bätzing-Lichtenthäler |

## Landtag
Die SPD war 1946 bis 1947 im Kabinett Boden I und 1947 bis 1951 im Kabinett Altmeier I jeweils als Juniorpartner an der rheinland-pfälzischen Regierung beteiligt. 1957 bis 1991 stellte die Partei die stärkste Oppositionsfraktion im Landtag. Seit dem 21. Mai 1991 ist die SPD erneut Regierungspartei in Rheinland-Pfalz (bis 18. Mai 2006) als Seniorpartner in Koalition mit der FDP Kabinett Scharping, Kabinett Beck I, II, III, 2006 bis 2011 alleinregierend Kabinett Beck IV und seit 2011 in Koalition mit Bündnis 90/Die Grünen Kabinett Beck V. Da bei der Landtagswahl 2016 die rot-grüne Koalition aufgrund von Stimmeneinbußen der Grünen die Mehrheit verlor, regiert seit Mai 2016 die SPD zusammen mit der FDP und den Grünen. Kabinett Dreyer II und III, Kabinett Schweitzer. Seit 1991 bildet die SPD die stärkste Landtagsfraktion.

## Fraktion

### Fraktionsvorsitzende
| Jahre                             | Vorsitzender                 |
| --------------------------------- | ---------------------------- |
| 4. Juni 1947 – 18. Mai 1959       | Eugen Hertel                 |
| 19. Mai 1959 – 17. Mai 1967       | Otto Schmidt                 |
| 18. Mai 1967 – 14. Januar 1969    | Hans König                   |
| 14. Januar 1969 – 20. Januar 1970 | Oskar Munzinger              |
| 20. Januar 1970 – 17. Mai 1971    | Jockel Fuchs                 |
| 18. Mai 1971 – 31. Dezember 1975  | Wilhelm Dröscher             |
| 1. Januar 1976 – 17. Mai 1979     | Karl Thorwirth               |
| 18. Mai 1979 – 17. Mai 1983       | Werner Klein                 |
| 18. Mai 1983 – 18. Juni 1985      | Hugo Brandt                  |
| 19. Juni 1985 – 21. Mai 1991      | Rudolf Scharping             |
| 22. Mai 1991 – 25. Oktober 1994   | Kurt Beck                    |
| 26. Oktober 1994 – 4. April 2006  | Joachim Mertes               |
| 5. April 2006 – 17. Mai 2011      | Jochen Hartloff              |
| 18. Mai 2011 – 12. November 2014  | Hendrik Hering               |
| 12. November 2014 – 6. Mai 2021   | Alexander Schweitzer         |
| seit 7. Mai 2021                  | Sabine Bätzing-Lichtenthäler |

### Aktuelle Zusammensetzung
Im 18. Landtag von Rheinland-Pfalz ist die Fraktion der SPD mit insgesamt 39 Abgeordneten, davon 14 Frauen und 25 Männer, vertreten.

#### Fraktionsvorstand
- Sabine Bätzing-Lichtenthäler, Fraktionsvorsitzende
- Nina Klinkel, stellvertretende Fraktionsvorsitzende
- Jens Guth, stellvertretender Fraktionsvorsitzender
- Benedikt Oster, stellvertretender Fraktionsvorsitzender
- Jaqueline Rauschkolb, stellvertretende Fraktionsvorsitzende
- Martin Haller, Parlamentarischer Geschäftsführer

- Hendrik Hering, Landtagspräsident
- Kathrin Anklam-Trapp, Landtagsvizepräsidentin

## Ministerpräsidenten von Rheinland-Pfalz mit Parteimitgliedschaft in der SPD
Die nachfolgenden Politiker sind oder waren in der Position des Ministerpräsidenten von Rheinland-Pfalz Mitglied der SPD.

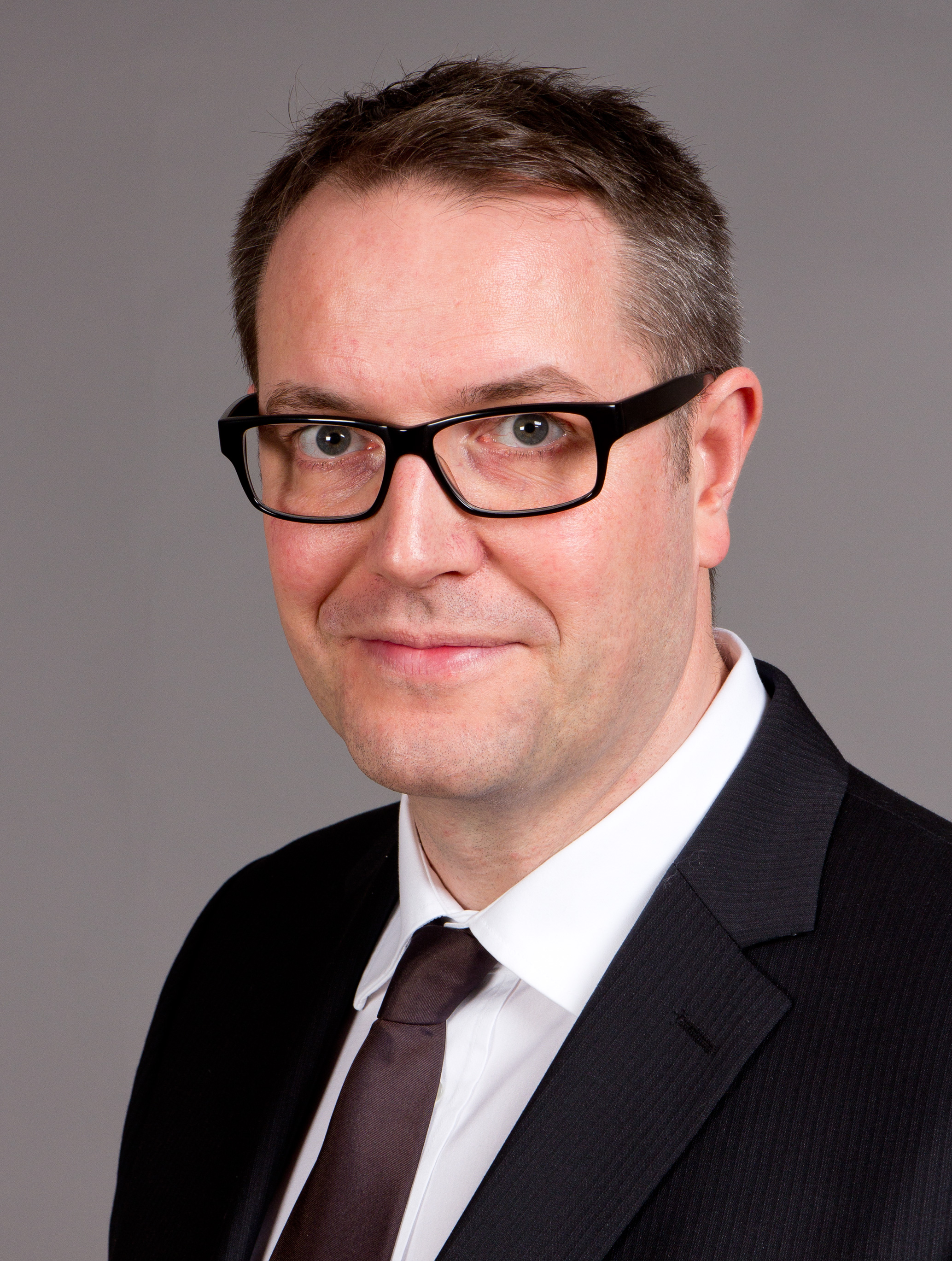
Alexander Schweitzer seit 10. Juli 2024
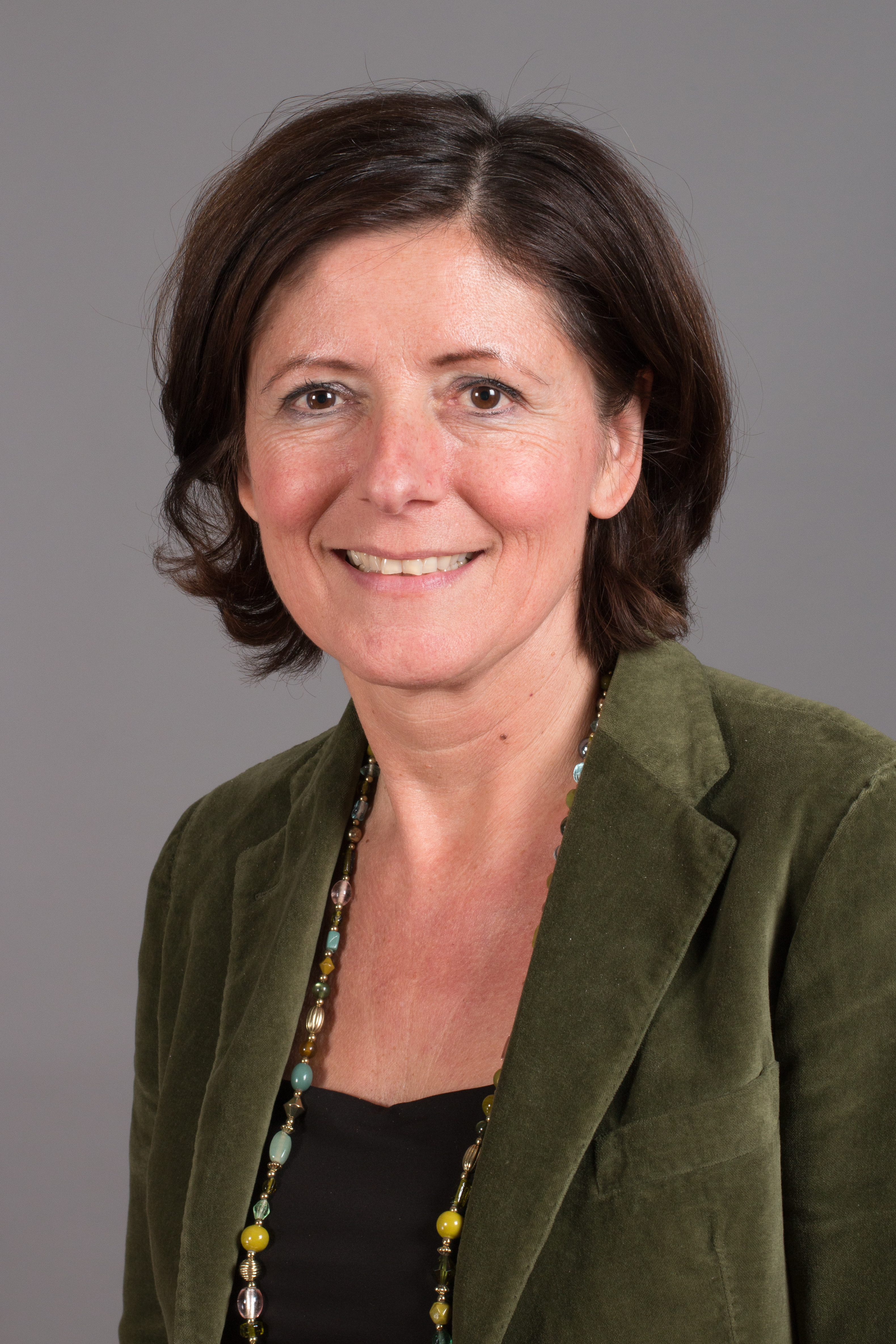
Malu Dreyer 16. Januar 2013 bis 10. Juli 2024
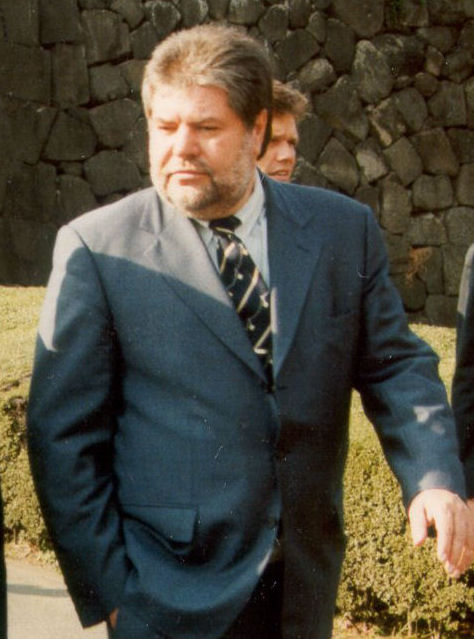
Kurt Beck 26. Oktober 1994 bis 16. Januar 2013
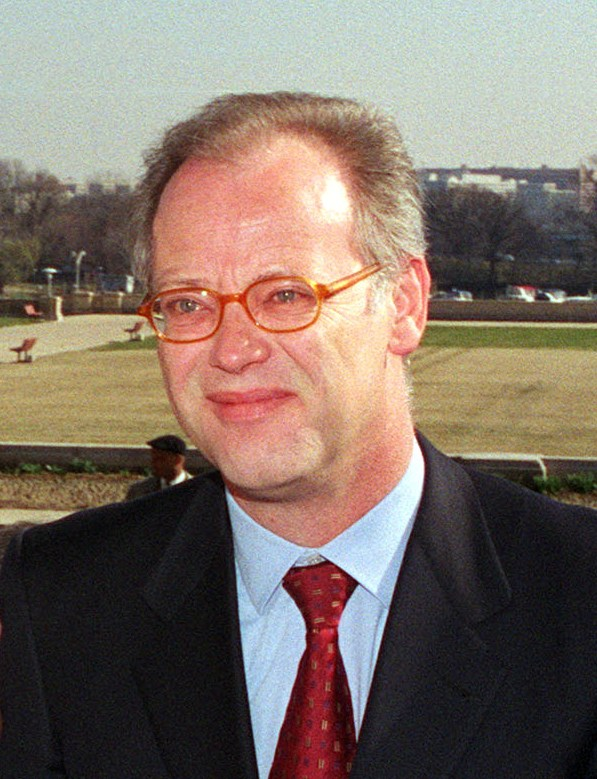
Rudolf Scharping 21. Mai 1991 bis 26. Oktober 1994

## Abgeordnete der SPD Rheinland-Pfalz in anderen Parlamenten

### Deutscher Bundestag
Folgende Mitglieder der rheinland-pfälzischen SPD sind aktuell als Abgeordnete im Deutschen Bundestag:
- Thomas Hitschler, Sprecher der Landesgruppe Rheinland-Pfalz
- Daniel Baldy
- Martin Diedenhofen
- Angelika Glöckner
- Verena Hubertz
- Tanja Machalet
- Isabel Mackensen-Geis
- Matthias Mieves
- Thorsten Rudolph
- Christian Schreider
- Joe Weingarten
- Lena Werner

### Europäisches Parlament
Im Europäischen Parlament ist die SPD Rheinland-Pfalz aktuell durch folgende Abgeordnete vertreten:
- Katarina Barley, Vizepräsidentin des Europäischen Parlaments
- Karsten Lucke

## Ergebnisse bei den Landtagswahlen
| Landtagswahlergebnisse | Landtagswahlergebnisse | Landtagswahlergebnisse | Landtagswahlergebnisse |
| Jahr                   | Stimmen                | Sitze                  | Spitzenkandidat/in     |
| ---------------------- | ---------------------- | ---------------------- | ---------------------- |
| 1947                   | 34,3 %                 | 34                     |                        |
| 1951                   | 34,0 %                 | 38                     |                        |
| 1955                   | 31,7 %                 | 37                     |                        |
| 1959                   | 34,9 %                 | 37                     |                        |
| 1963                   | 40,7 %                 | 43                     |                        |
| 1967                   | 36,8 %                 | 39                     |                        |
| 1971                   | 40,5 %                 | 44                     | Wilhelm Dröscher       |
| 1975                   | 38,5 %                 | 40                     | Wilhelm Dröscher       |
| 1979                   | 42,3 %                 | 43                     | Klaus von Dohnanyi     |
| 1983                   | 39,6 %                 | 43                     | Hugo Brandt            |
| 1987                   | 38,8 %                 | 40                     | Rudolf Scharping       |
| 1991                   | 44,8 %                 | 47                     | Rudolf Scharping       |
| 1996                   | 39,8 %                 | 43                     | Kurt Beck              |
| 2001                   | 44,7 %                 | 49                     | Kurt Beck              |
| 2006                   | 45,6 %                 | 53                     | Kurt Beck              |
| 2011                   | 35,7 %                 | 42                     | Kurt Beck              |
| 2016                   | 36,2 %                 | 39                     | Malu Dreyer            |
| 2021                   | 35,7 %                 | 39                     | Malu Dreyer            |